# Scoundrel Days
| 전문가 평가                       | 전문가 평가 |
| 평가 점수                         | 평가 점수   |
| 출처                              | 점수        |
| --------------------------------- | ----------- |
| AllMusic                          | [ 1 ]       |
| The Encyclopedia of Popular Music | [ 2 ]       |
| Musicfolio                        | [ 3 ]       |
| Q                                 | [ 4 ]       |
| Rolling Stone                     | Favourable  |

《Scoundrel Days》는 1986년 10월 6일, 워너 브라더스 레코드가 발매한 노르웨이의 뉴 웨이브 밴드 아하의 두 번째 스튜디오 음반이다. 2010년에는 트랙이 추가된 리마스터드판이 발매되었다.

## 제작
《Scoundrel Days》는 비평가들로부터 호평을 받은 첫 번째 음반인 《Hunting High and Low》 (1985년)의 성공 이후 큰 기대를 받았던 아하의 두 번째 음반을 발매였는데, 이는 영국 음반 차트에서 2위에 올랐고, 전년도 미국 빌보드 200에서 15위에 올랐다. 《Scoundrel Days》는 1986년 초 영국 남서부 런던 윔블던의 뷸라 로드에 있는 R.G. 존스 스튜디오에서 녹음되었다. 이 음반은 작년에 밴드의 싱글 〈Take On Me〉와 〈The Sun Always Shines on T.V.〉를 프로듀싱했던 앨런 타니가 프로듀싱했고 게리 키칭햄이 엔지니어링했다.
곡의 음악과 서정적인 내용은 첫 번째 음반과는 달리 폴 보크토르, 망네 푸루홀멘, 그리고 밴드의 보컬리스트인 모르텐 하켓에 의해 작곡되었고, 그것의 소재를 전혀 쓰지 않았다. 왁타와 푸루홀멘은 또한 이 음반의 3개의 트랙인 〈I've Been Losing You〉, 〈Maybe Maybe〉, 〈Soft Rains of April〉을 자체 제작했다.

## 곡 목록
모든 곡들은 특별한 언급이 없는 한 망네 푸루홀멘과 폴 보크토르에 의해 작사/작곡하였다.
| #  | 제목                     | 작사·작곡 | 재생 시간 |
| -- | ------------------------ | --------- | --------- |
| 1. | 〈Scoundrel Day〉        |           | 3:56      |
| 2. | 〈The Swing of Things〉  | 보크토르  | 4:14      |
| 3. | 〈I've Been Losing You〉 | 보크토르  | 4:24      |
| 4. | 〈October〉              | 보크토르  | 3:48      |
| 5. | 〈Manhattan Skyline〉    |           | 4:52      |

| #   | 제목                             | 작사·작곡 | 재생 시간 |
| --- | -------------------------------- | --------- | --------- |
| 6.  | 〈Cry Wolf〉                     |           | 4:05      |
| 7.  | 〈We're Looking for the Whales〉 |           | 1:51      |
| 8.  | 〈The Weight of the Wind〉       | 보크토르  | 3:57      |
| 9.  | 〈Maybe, Maybe〉                 | 푸루홀멘  | 2:34      |
| 10. | 〈Soft Rains of April〉          |           | 3:12      |

## 인증
| 국가                                                  | 인증     | 판매량/출하량 |
| ----------------------------------------------------- | -------- | ------------- |
| 브라질 (Pro-Música Brasil)                            | 플래티넘 | 250,000*      |
| 프랑스 (SNEP)                                         | 플래티넘 | 300,000*      |
| 독일 (BVMI)                                           | 플래티넘 | 500,000^      |
| 뉴질랜드 (RMNZ)                                       | 플래티넘 | 15,000^       |
| 노르웨이 (IFPI 노르웨이)                              | 플래티넘 | 100,000       |
| 스위스 (IFPI 스위스)                                  | 플래티넘 | 50,000^       |
| 영국 (BPI)                                            | 플래티넘 | 300,000^      |
| *판매량을 기반으로 한 인증 ^출하량을 기반으로 한 인증 |          |               |